# Evaluna Montaner
Evaluna Mercedes Reglero Rodríguez de Echeverry (Caracas, 7 de agosto de 1997), conhecida pelo nome artístico Evaluna Montaner, é uma atriz, cantora e apresentadora de televisão venezuelana,  filha do cantor Ricardo Montaner e irmã mais nova de Mauricio Montaner e Ricardo Montaner, conhecidos como Mau e Ricky.

## Biografia
Evaluna nasceu em Caracas, Venezuela, filha de Ricardo Montaner e Marlene Rodríguez. Ela foi criada em Buenos Aires, Argentina. Desde criança aprendeu piano, harpa e vários tipos de dança. Ela frequentou a The Cushman School até os 13 anos, quando começou a estudar em casa. Ela atualmente mora em Miami.

## Vida pessoal
Em 8 de fevereiro de 2020, ela se casou com o cantor colombiano Camilo Echeverry, após cinco anos de namoro. Em outubro de 2021, o casal anunciou que Montaner estava grávida de seu primeiro filho. Em 6 de abril de 2022, nasceu a filha deles, Índigo. Em fevereiro de 2024, Evaluna anunciou sua segunda gravidez, e sua segunda filha, Amaranto, nasceu em 1 de agosto do mesmo ano.

## Filmografia

### Cinema
| Ano  | Trabalho    | Personagem    | Notas         |
| ---- | ----------- | ------------- | ------------- |
| 2015 | Hot Pursuit | Teresa Cortez |               |
| 2021 | Koati       | Xochi         | Função de voz |

### Televisão
| Ano       | Trabalho              | Personagem       | Notas              |
| --------- | --------------------- | ---------------- | ------------------ |
| 2011–12   | Grachi                | Melanie Esquivel | Co-estrela         |
| 2013      | La Voz Colombia       | Ela mesma        |                    |
| 2014      | Yo soy el artista     | Ela mesma        | Influenciadoras    |
| 2019–2021 | Club 57               | Eva García       | Papel principal    |
| 2022      | La voz kids Espanha 7 | Ela mesma        | Assessor da Aitana |